# Gaia Vince

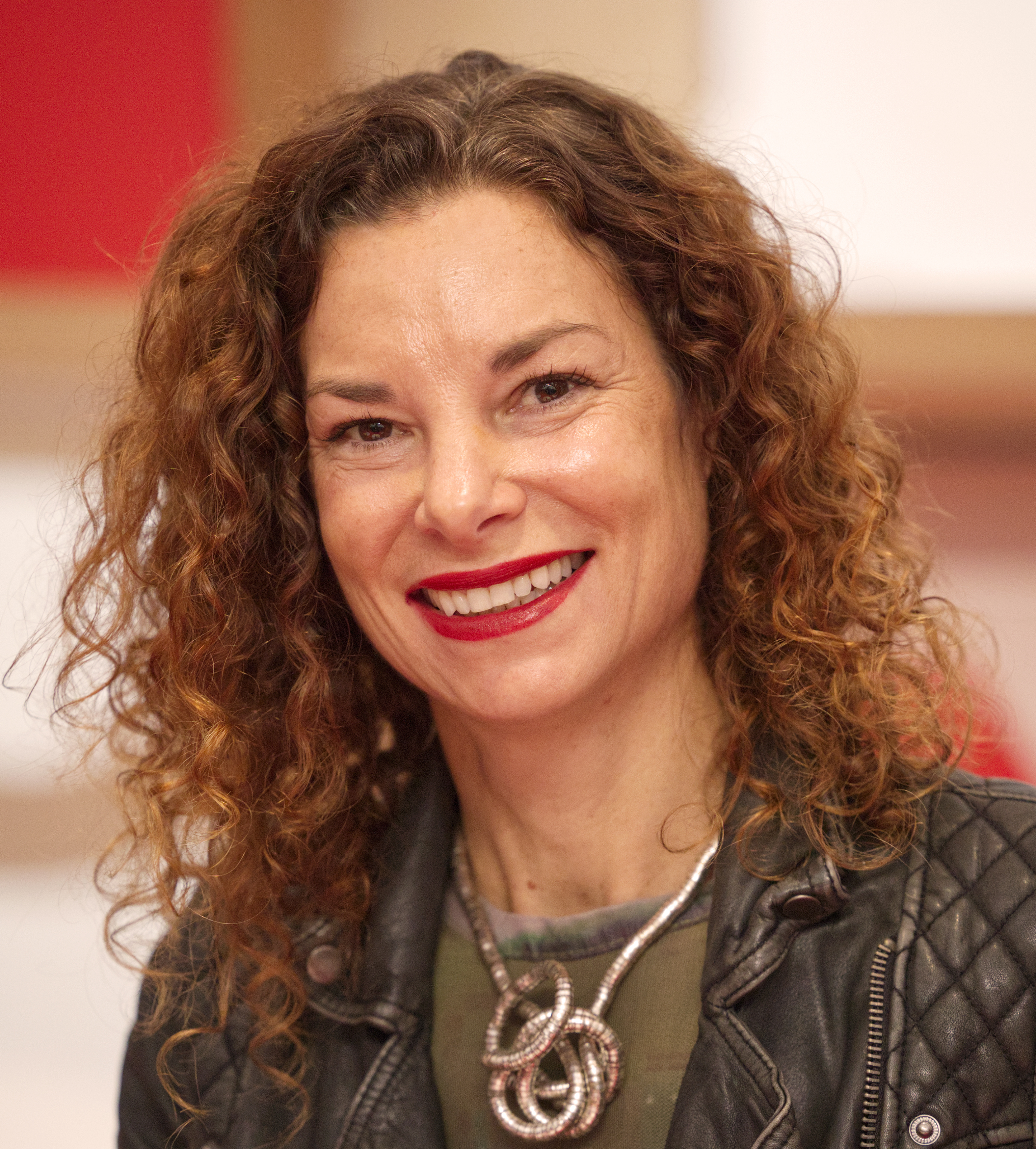
Gaia Vince auf der Frankfurter Buchmesse 2023

Gaia Vince (geboren 1973 oder 1974 in Australien) ist eine britisch-australische Sachbuchautorin und Hörfunk- und Fernsehjournalistin.
Ihre Texte haben die Wechselwirkung von Mensch und Umwelt zum Thema. Sie schreibt Beiträge für Zeitungen und Zeitschriften wie The Guardian, The Times und Scientific American. Für Hörfunk und Fernsehen entwirft und moderiert sie Wissenschaftssendungen. 2015 erhielt sie für ihr erstes Buch Adventures in the Anthropocene: A Journey to the Heart of the Planet We Made den Royal Society Science Book of the Year Prize.

## Leben und beruflicher Werdegang
Vince wurde 1973 oder 1974 in Australien geboren. Ihr Vater floh 1956 vor der russischen Invasion aus Ungarn nach Australien und ließ sich in Sydney nieder. Vince hat sowohl die britische als auch die australische Staatsbürgerschaft.
Sie studierte in London am King’s College und anschließend an der Universität Bordeaux Chemie und absolvierte danach einen Masterstudiengang in Engineering Design. Für die Finanzierung ihres Studiums arbeitete Vince im Science Museum und als freiberufliche Journalistin. So entwickelte sie zwei berufliche Standbeine, die es ihr schließlich erlaubten, von der Forschung zum Schreiben zu wechseln. Sie wurde Nachrichtenredakteurin für die Fachzeitschriften Nature und Science und Online-Journalistin für den New Scientist.
Diese Arbeitsstellen gab sie auf, um sich den Recherchen für ihr Buch Adventures in the Anthropocene: a Journey to the Heart of the Planet We Made zu widmen. Für die Recherchen zu diesem ersten Buch bereiste sie 800 Tage lang mehr als 40 Länder, zuletzt mit ihrem Baby. Dabei suchte sie Orte und Menschen auf, die unter der Ausplünderung der natürlichen Ressourcen der Erde am meisten zu leiden haben. So besuchte sie etwa Slums in Kolumbien und eine Silbermine in Bolivien.  Für dieses Buch erhielt sie im September 2015 den Royal Society Science Book of the Year Prize, den vor ihr noch keine Frau als alleinige Preisträgerin bekommen hatte. Es ist der wichtigste Preis, der für das Schreiben wissenschaftlicher Literatur für ein nicht vorgebildetes Publikum verliehen wird.
Im Januar 2016 wurde der Wechsel von Vince von ihrem bisherigen Verlag Chatto and Windus, der zur Gruppe Random House gehört, zu Penguin Press bekannt. Für eine sechsstellige Summe erhielt Penguin Press bei einer Auktion den Zuschlag für die Veröffentlichung des zweiten Buches von Vince in allen Commonwealth-Ländern mit Ausnahme Kanadas. In Transcendence geht Vince der Frage nach, wie ein kluger Affe zum Beherrscher des Planeten Erde wurde. Das Buch stand auf der Shortlist für den Royal Society Prize for Science Books.
In ihrem 2022 erschienenen dritten Buch Nomad Century (deutsch: Das nomadische Jahrhundert: Wie die Klima-Migration unsere Welt verändern wird.) bringt Vince zwei der größten gesellschaftlichen Herausforderungen in einen Zusammenhang: Globale Migrationsbewegungen und die Klimakrise. Sie regt dazu an, Migration nicht als Problem zu begreifen, sondern als Teil der Lösung.
Darüber hinaus verfasst Vince Beiträge für ein breites Spektrum an Zeitungen und Zeitschriften wie The Guardian, The Times und Scientific American.
Für Hörfunk und Fernsehen entwirft sie Wissenschaftssendungen und moderiert sie auch. So schrieb und moderierte sie die dreiteilige Fernsehserie Escape to Costa Rica für den britischen Fernsehsender Channel 4, die erstmals im April 2017 ausgestrahlt wurde. Die dokumentarische Miniserie wurde in Costa Rica mit Nick Pattinson, dem Partner von Vince, und den zwei kleinen Kindern der beiden gedreht. Sie thematisiert Umweltinitiativen des Landes, erneuerbare Energien und nachhaltige Entwicklung. Vince moderierte auch mehrere Folgen der BBC Radio 4-Sendung Inside Science, die seit 2017 ausgestrahlt wird.
2023 war sie Keynote-Sprecherin auf der Eröffnungspressekonferenz der Frankfurter Buchmesse.
Vince lebt in London.

## Werk (Auswahl)

### Bücher
- Adventures in the Anthropocene: A Journey to the Heart of the Planet we Made. London: Chatto and Windus 2014, ISBN 978-0-7011-8734-7
  - Deutsch: Am achten Tag: Eine Reise in das Zeitalter des Menschen. Theiss Verlag, Stuttgart 2016, ISBN 978-3-8062-3393-3
- Transcendence: How Humans Evolved Through Fire, Language, Beauty, and Time. Penguin Books, London 2019, ISBN 978-0-241-28111-6
- Nomad Century: How to Survive the Climate Upheaval. Allen Lane, an imprint of Penguin Books, August 2022, ISBN 978-0-241-52231-8
  - Deutsch: Das nomadische Jahrhundert: Wie die Klima-Migration unsere Welt verändern wird. Übersetzt von Helmut Dierlamm, Piper Verlag, München 2023, ISBN 978-3-492-07259-5

### Artikel
- Out of the Mist. In: Science, Band 330, Nummer 6005, 5. November 2014, Seite 750–751[10]
- Embracing Invasives. In: Science. Band 331, Nummer 6023, 18. März 2011, Seite 1383–1384[11]

### Hörfunk- und Fernsehsendungen
- Inside Science. BBC Radio 4[9]
- Escape to Costa Rica. Channel 4, 2017[12]

## Auszeichnungen
- 2015: Royal Society Science Book of the Year Prize für Adventures in the Anthropocene: A Journey to the Heart of the Planet We Made, 25.000 £[13][7]
- 2024: Angela Croome Award der European Geosciences Union[14]